# Раунд Лејк Парк (Илиноис)
Раунд Лејк Парк (енгл. Round Lake Park) град је у америчкој савезној држави Илиноис.

## Демографија
По попису из 2010. године број становника је 7.505, што је 1.467 (24,3%) становника више него 2000. године.
| Група             | 2000.         | 2010.         |
| Белци             | 4.245 (70,3%) | 4.189 (55,8%) |
| Афроамериканци    | 104 (1,7%)    | 256 (3,4%)    |
| Азијати           | 33 (0,5%)     | 83 (1,1%)     |
| Хиспаноамериканци | 1.584 (26,2%) | 2.899 (38,6%) |
| Укупно            | 6.038         | 7.505         |